# San Casimiro
San Casimiro is een gemeente in de Venezolaanse staat Aragua. De gemeente telt 28.400 inwoners. De hoofdplaats is San Casimiro.